# Tayammum

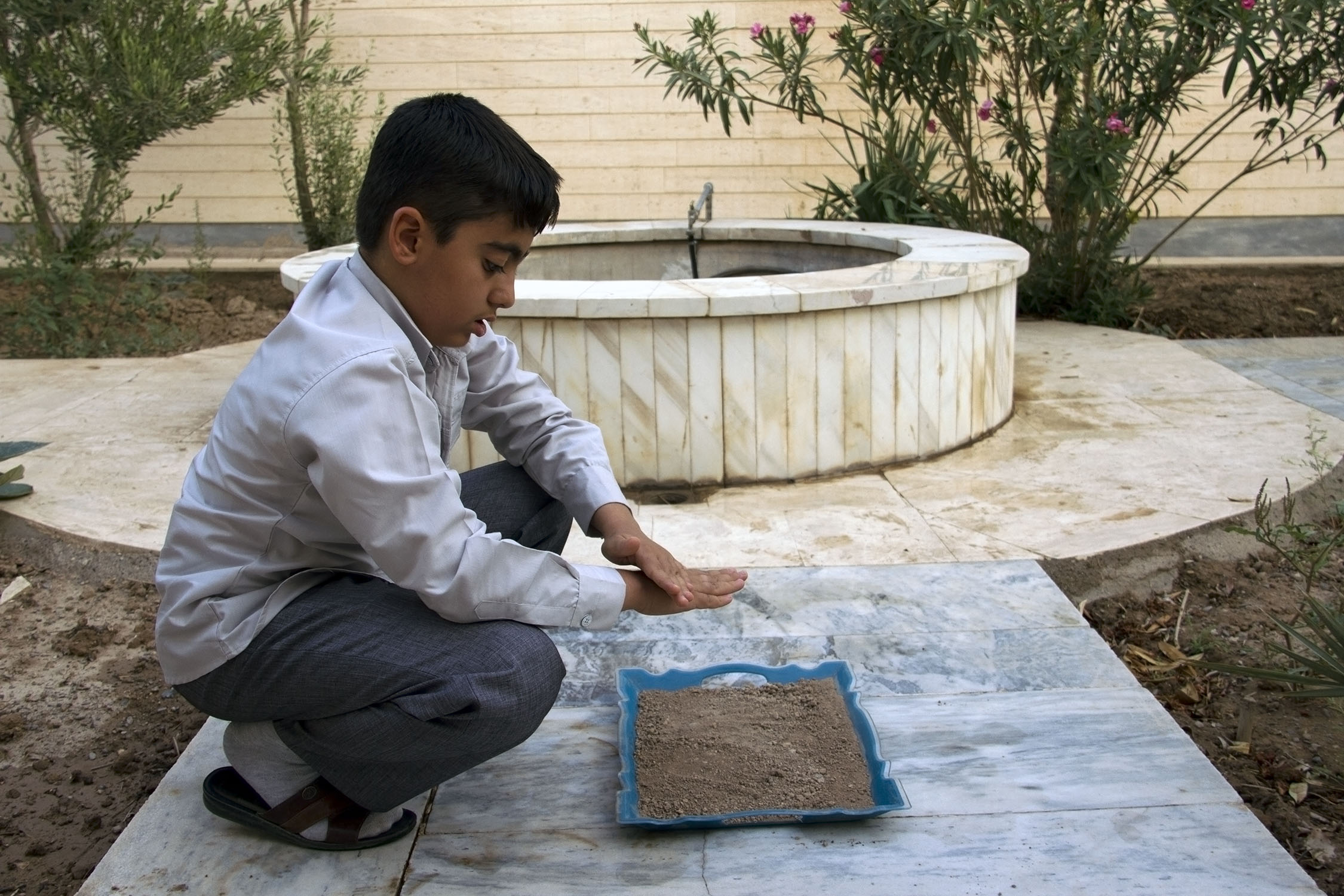
Ett barn som utför tayammum.

Tayammum (arabiska: تيمم) är en islamisk handling kopplad till gudsdyrkan och som är ett substitut till ghusl och wudu. Handlingen går till genom att man slår sina händer på ren jord för att sedan stryka med sina händer på ansiktet och händerna. Tayammum har nämnts i bland annat vers 4:43 i Koranen:
TROENDE! Gå inte till bön om ni befinner er i omtöcknat tillstånd, [utan vänta] till dess ni vet vad ni säger. [Gör det] inte heller i ett tillstånd av stor rituell orenhet, utan skölj först hela kroppen; undantagna är de som befinner sig på resa. Om någon av er är sjuk eller befinner sig på resa eller just har förrättat sina behov eller haft beröring med kvinnor och inte finner vatten, skall han ta ren jord och stryka över ansikte och händer. Gud utplånar och förlåter mycken synd.